# Žitni brandy
Žitni brandy je jako alkoholno piće. Ovaj brandy je žitna rakija koja je destilirana na manje od 95% vol. alkohola iz fermentirane žitne kaše iz cijelih zrna žitarica sa senzorskim svojstvima iz uporabljenih sirovina.